# Only the Strong Survive (álbum)
Only the Strong Survive é o vigésimo primeiro álbum de estúdio de Bruce Springsteen, lançado a 11 de Novembro de 2022, através da Columbia Records. O álbum é um álbum de versões de canções R&B e Soul, e o seu segundo álbum de covers a seguir a We Shall Overcome: The Seeger Sessions (2006). Foi anunciado a 29 de Setembro de 2022, juntamente com o lançamento de "Do I Love You (Indeed I Do)", uma versão de Frank Wilson. O segundo single do álbum, "Nightshift", foi lançado a 14 de Outubro de 2022. O terceiro (e último) single do álbum, "Don't Play That Song", foi lançado a 27 de Outubro de 2022.

## Lista de faixas
| N.º            | Título                                                      | Artista original                                            | Duração |  |
| 1.             | "Only the Strong Survive"                                   | Jerry Butler                                                | 2:59    |  |
| 2.             | "Soul Days" (com participação de Sam Moore)                 | Dobie Gray                                                  | 3:58    |  |
| 3.             | "Nightshift"                                                | Commodores                                                  | 4:56    |  |
| 4.             | "Do I Love You (Indeed I Do)"                               | Frank Wilson                                                | 2:27    |  |
| 5.             | "The Sun Ain't Gonna Shine Anymore"                         | Frankie Valli                                               | 3:44    |  |
| 6.             | "Turn Back the Hands of Time"                               | Tyrone Davis                                                | 3:07    |  |
| 7.             | "When She Was My Girl"                                      | Four Tops                                                   | 3:17    |  |
| 8.             | "Hey, Western Union Man"                                    | Jerry Butler                                                | 3:53    |  |
| 9.             | "I Wish It Would Rain"                                      | The Temptations                                             | 3:24    |  |
| 10.            | "Don't Play That Song"                                      | Ben E. King                                                 | 3:34    |  |
| 11.            | "Any Other Way"                                             | William Bell                                                | 2:54    |  |
| 12.            | "I Forgot to Be Your Lover" (com participação de Sam Moore) | William Bell                                                | 2:28    |  |
| 13.            | "7 Rooms of Gloom"                                          | Four Tops                                                   | 2:39    |  |
| 14.            | "What Becomes of the Brokenhearted"                         | Jimmy Ruffin                                                | 3:31    |  |
| 15.            | "Someday We'll Be Together"                                 | Johnny & Jackey, popularizado por Diana Ross e The Supremes | 3:33    |  |
| Duração total: | Duração total:                                              | Duração total:                                              | 50:24   |  |

## Paradas e posições
| País/Parada (2022)                    | Melhor posição |
| ------------------------------------- | -------------- |
| Austrálian (ARIA)                     | 3              |
| Bélgica (Ultratop Flandres)           | 2              |
| Bélgica (Ultratop Valônia)            | 3              |
| Países Baixos (Dutch Charts)          | 1              |
| Finlândia (Suomen virallinen lista)   | 3              |
| Alemanha (Offizielle Deutsche Charts) | 1              |
| Irlanda (Official Irish Albums)       | 2              |
| Itália (FIMI)                         | 2              |
| Japão (Oricon)                        | 15             |
| Japão (Oricon)                        | 35             |
| Japão (Billboard Japan)               | 21             |
| Nova Zelândia (RMNZ)                  | 4              |
| Noruega (VG-lista)                    | 1              |
| Escócia (Official Scottish Albums)    | 1              |
| Espanha (PROMUSICAE)                  | 2              |
| Suécia (Sverigetopplistan)            | 1              |
| Suíça (Schweizer Hitparade)           | 1              |
| Reino Unido (Official Albums Chart)   | 2              |
| Estados Unidos (Billboard 200)        | 8              |